# Jan Josef Saint-Julien
Jan Josef hrabě Saint-Julien (německy Johann Joseph de Guyard, Graf Saint-Julien von Waldsee) (28. ledna 1758 Vídeň – 30. listopadu 1829 Hradec Králové) byl rakouský šlechtic a generál. Od mládí sloužil v rakouské armádě, byl účastníkem napoleonských válek, v roce 1805 dosáhl hodnosti polního podmaršála. Uplatnil se také v diplomacii a ve vysokých funkcích u dvora, kariéru zakončil jako velitel v Hradci Králové.

## Životopis
Pocházel ze starého francouzského rodu, který od 17. století žil v rakouských zemích a v roce 1638 získal říšský hraběcí titul. Narodil se jako mladší syn dlouholetého císařského nejvyššího sokolníka Jana Josefa Saint-Juliena (1704–1794) a jeho třetí manželky Marie Aloisie, rozené hraběnky Thürheimové (1732–1809). Jan Josef od mládí sloužil v císařské armádě a v roce 1779 byl jmenován císařským komorníkem. V roce 1787 byl již majorem, téhož roku se stal profesním rytířem Maltézského řádu. V řadách maltézského loďstva bojoval ve Středomoří a u břehů Tunisu. Za francouzských revolučních válek se vrátil do císařské armády a zúčastnil se bojů v Německu, v roce 1796 dosáhl hodnosti plukovníka. V hodnosti generálmajora (1799) spolupracoval se starším bratrem Františkem v Itálii, kde byl na přelomu let 1799–1800 zplnomocněným císařským komisařem.  
V letech 1802–1809 byl nejvyšším hofmistrem arcivévody Ludvíka a od roku 1803 byl tajným radou, v roce 1805 byl povýšen do hodnosti polního podmaršála. Koncem roku 1809 byl vyslán s mimořádnou diplomatickou misí do Ruska, kde byl nakonec jmenován stálým velvyslancem. Petrohrad opustil v létě 1812, kdy se Rakousko stalo Napoleonovým spojencem v tažen do Ruska. Po návratu do Vídně byl znovu nejvyšším hofmistrem arcivévody Ludvíka (1812–1819) a v letech 1819–1822 byl nejvyšším hofmistrem arcivévody Rainera, místokrále v Lombardii. Svou kariéru zakončil jako velitel pevnosti v Hradci Králové, kde také zemřel. Jako maltézský rytíř byl svobodný a bezdětný. Za zásluhy byl nositelem sardinského Řádu sv. Mořice a Lazara.
Jeho starší bratr František Xaver (1756–1836) byl také aktivním účastníkem napoleonských válek, nakonec byl velitelem v Olomouci a dosáhl hodnosti polního zbrojmistra. Jejich sestra Aloisie (1763–1842) byla druhou manželkou hraběte Jana Prokopa Hartmanna z Klarštejna (1763–1852), který byl významnou osobností společenského a kulturního života v Čechách a nakonec českým nejvyšším maršálkem.
Spolu s bratry byl po otci dědicem panství Nový Světlov, které společně prodali v roce 1803 Haugwitzům za 277 000 zlatých.